# عمرو بن حجاج زبیدی
عمرو بن حَجاج زُبِیدی از بزرگان قبیله زبید بود. وی در دوران محمد به اسلام گروید. در زمان معاویه از نزدیکان والی کوفه، زیاد بن ابیه، شد و علیه حجر بن عدی شهادت داد. پس، از مرگ معاویه برای حسین بن علی نامه نوشت و وی را به کوفه دعوت کرد اما با آمدن عبیدالله بن زیاد به کوفه، به یاران وی پیوست. وی در نبرد کربلا فرمانده جناح راست لشکر عمر بن سعد بود. در پی قیام مختار، وی یکی از سردستگان مخالفان وی بود که پس از شکست از مختار از کوفه گریخت و دیگر ذکری از وی در تاریخ نیامده است. گمان می رود وی در بیابان جان داده یا توسط سربازان مختار کشته شده باشد.

## در ادبیات و رسانه
این شخصیت در کتاب نامیرا نوشته صادق کرمیار از جمله شخصیت های نسبتاً محوری است.
| نام بازیگر         | نام اثر        | نوع اثر  | سال تولید |
| ------------------ | -------------- | -------- | --------- |
| علی سوزنچی         | روایت عشق      | سریال    | ۱۳۶۴      |
| میرصلاح حسینی      | مختارنامه      | سریال    | ۱۳۸۲-۱۳۸۹ |
| حسین توشه          | سایه بر خورشید | تله فیلم | ۱۳۸۷      |
| خلیل الله حاج نظام | رستاخیز        | سینمایی  | ۱۳۹۱      |
| ؟؟؟                | عشق کوفی       | سریال    | ۱۴۰۲      |